# 上水廣場

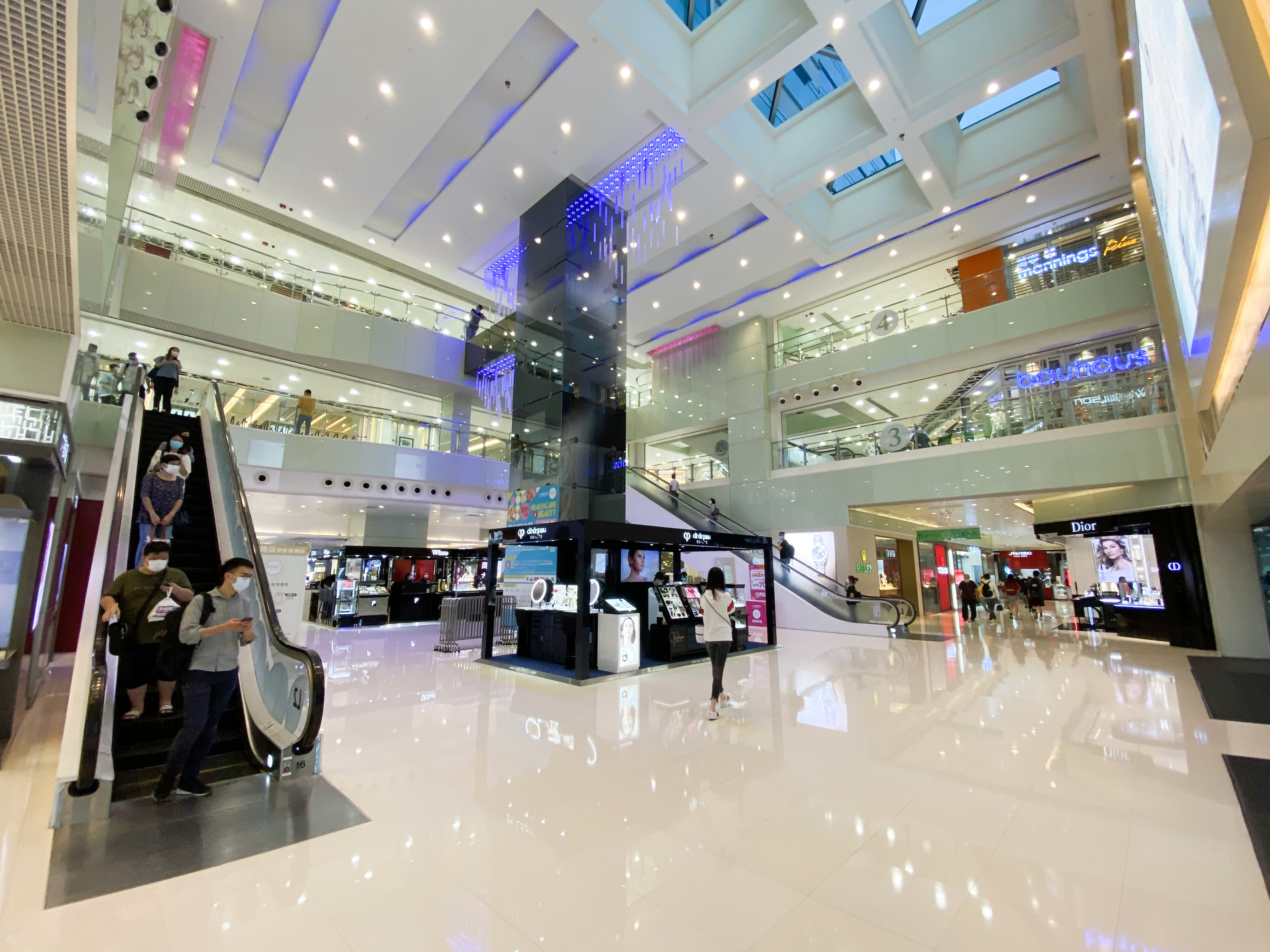
上水廣場翻新後中庭

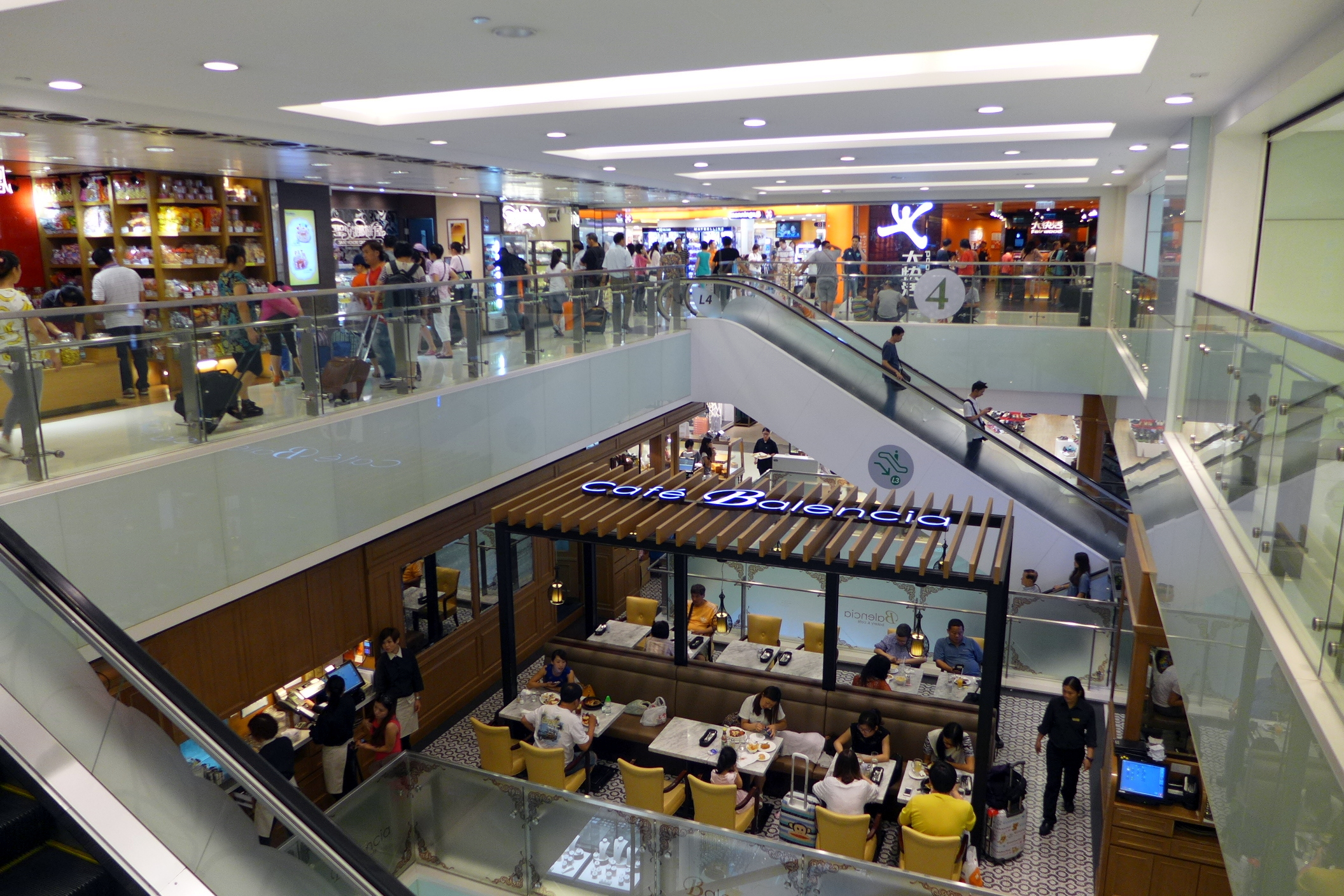
3至4樓中庭

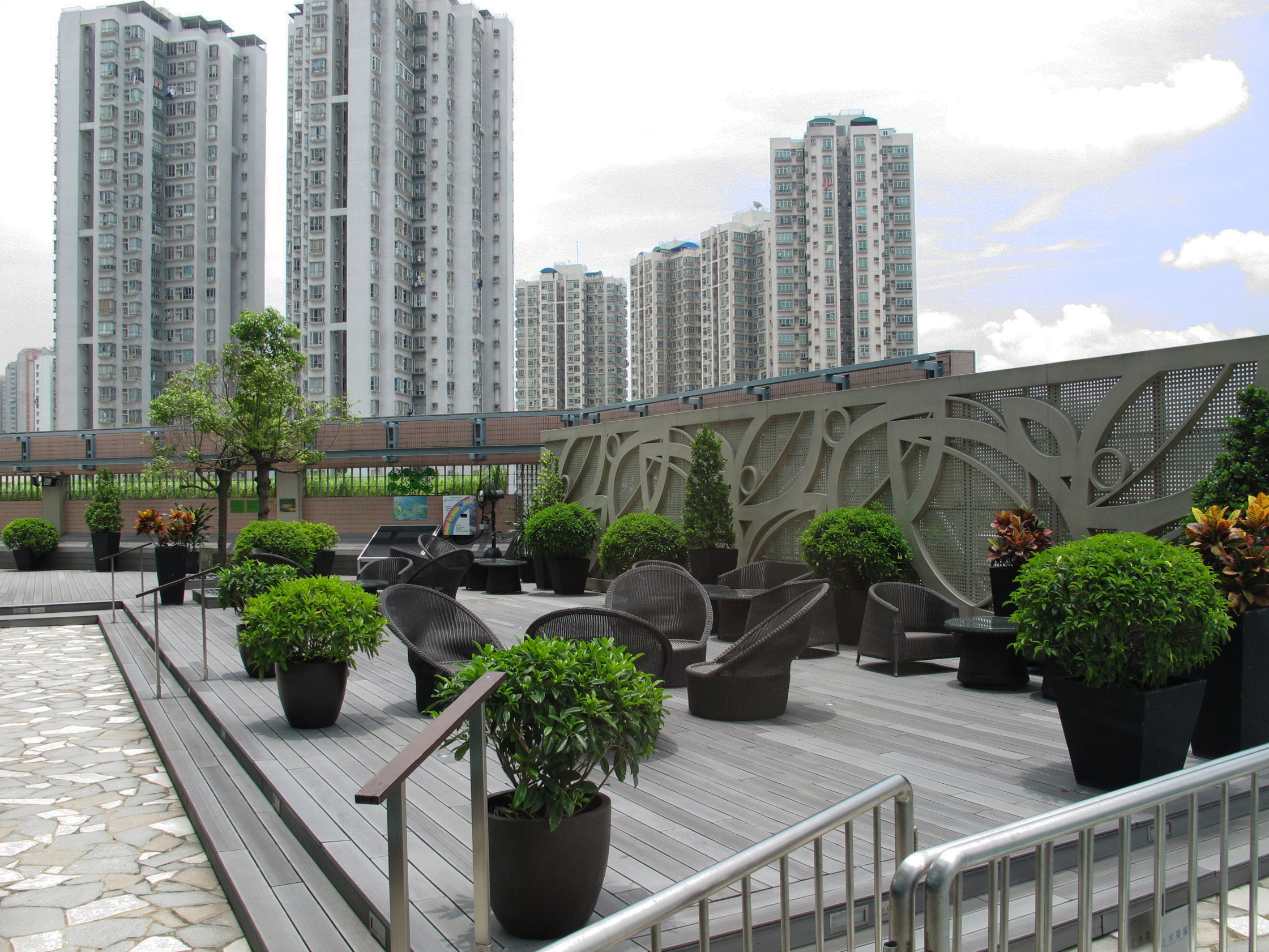
5樓露天平台花園

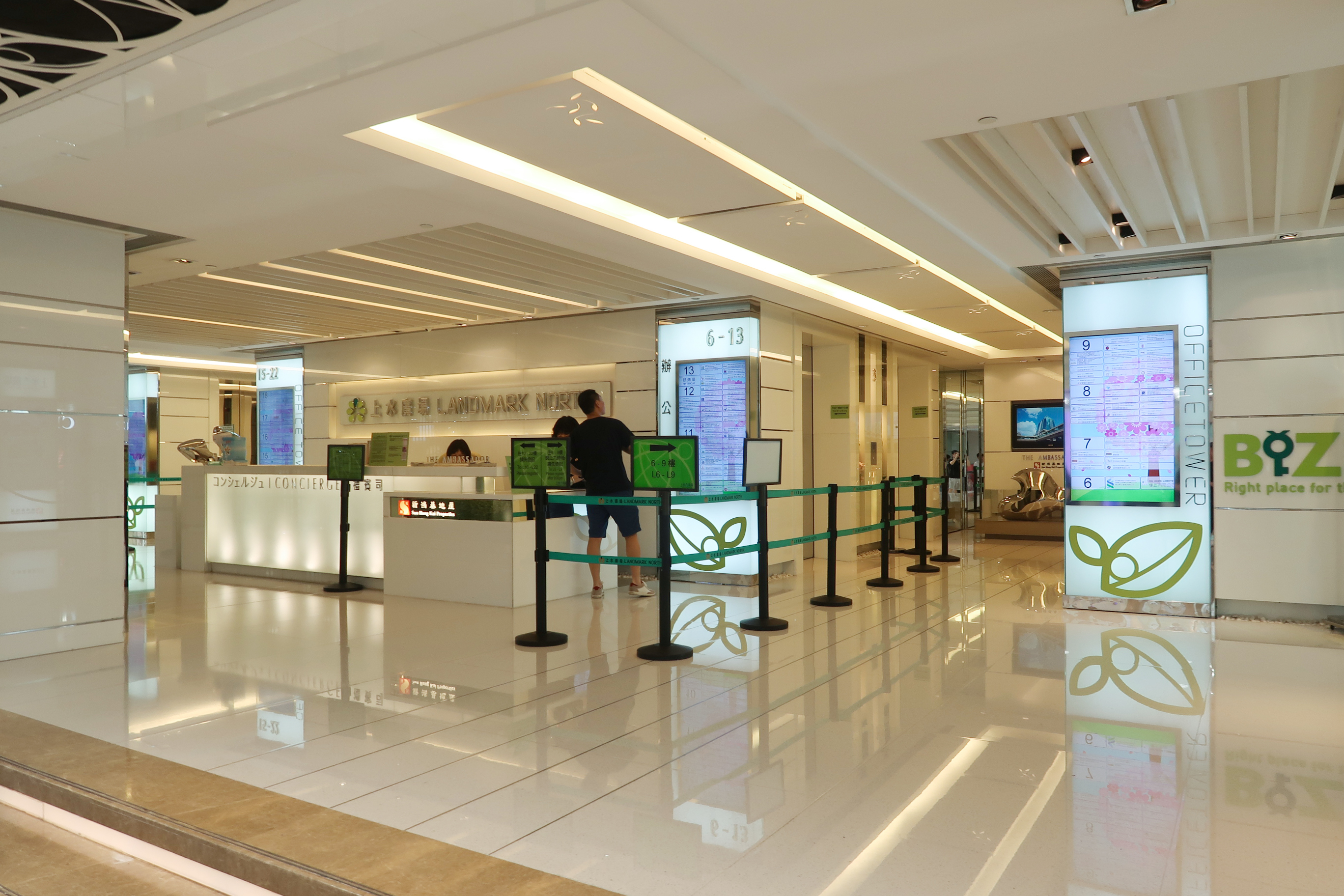
寫字樓大堂

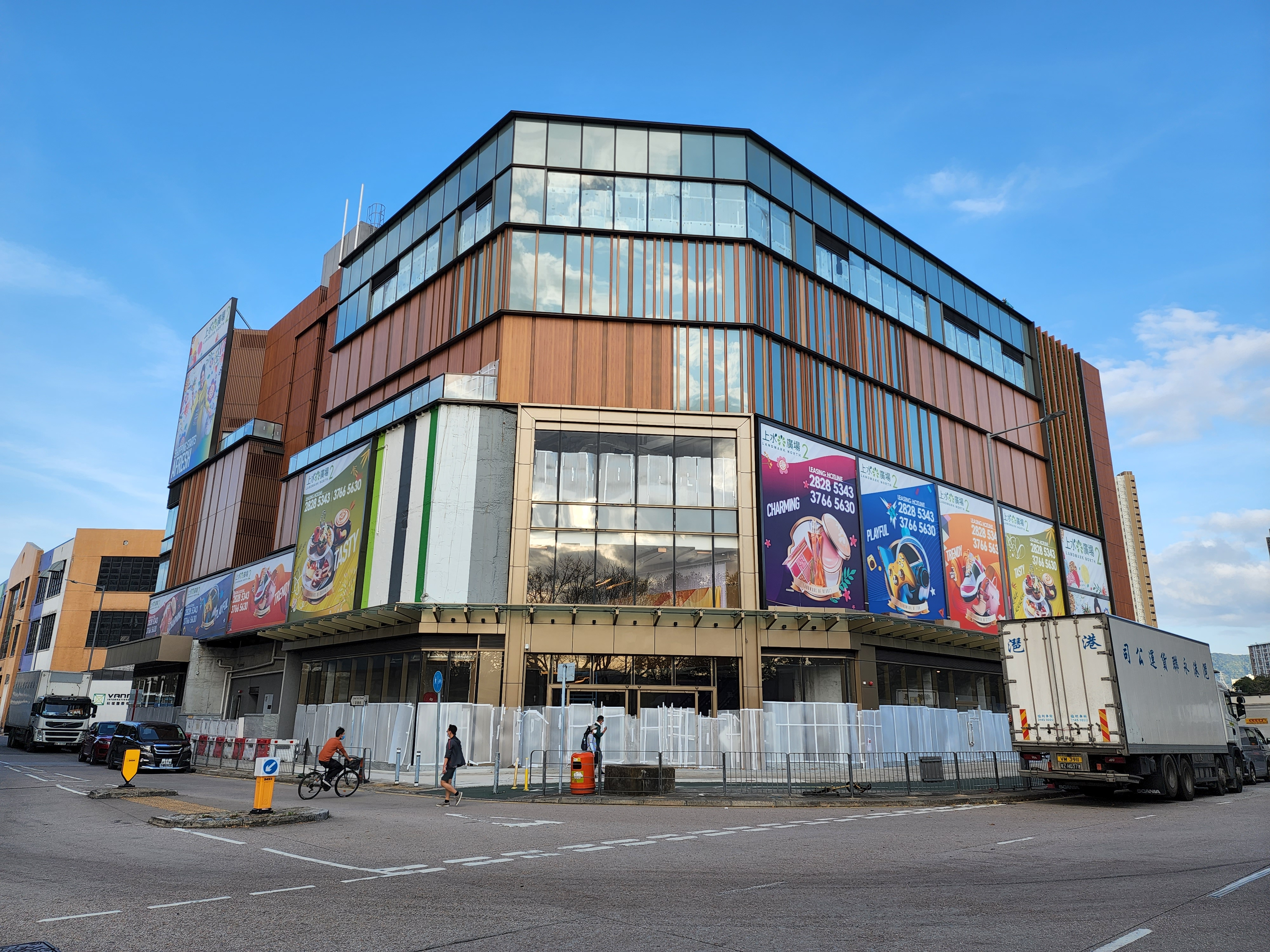
改建中的上水廣場2（2022年3月）

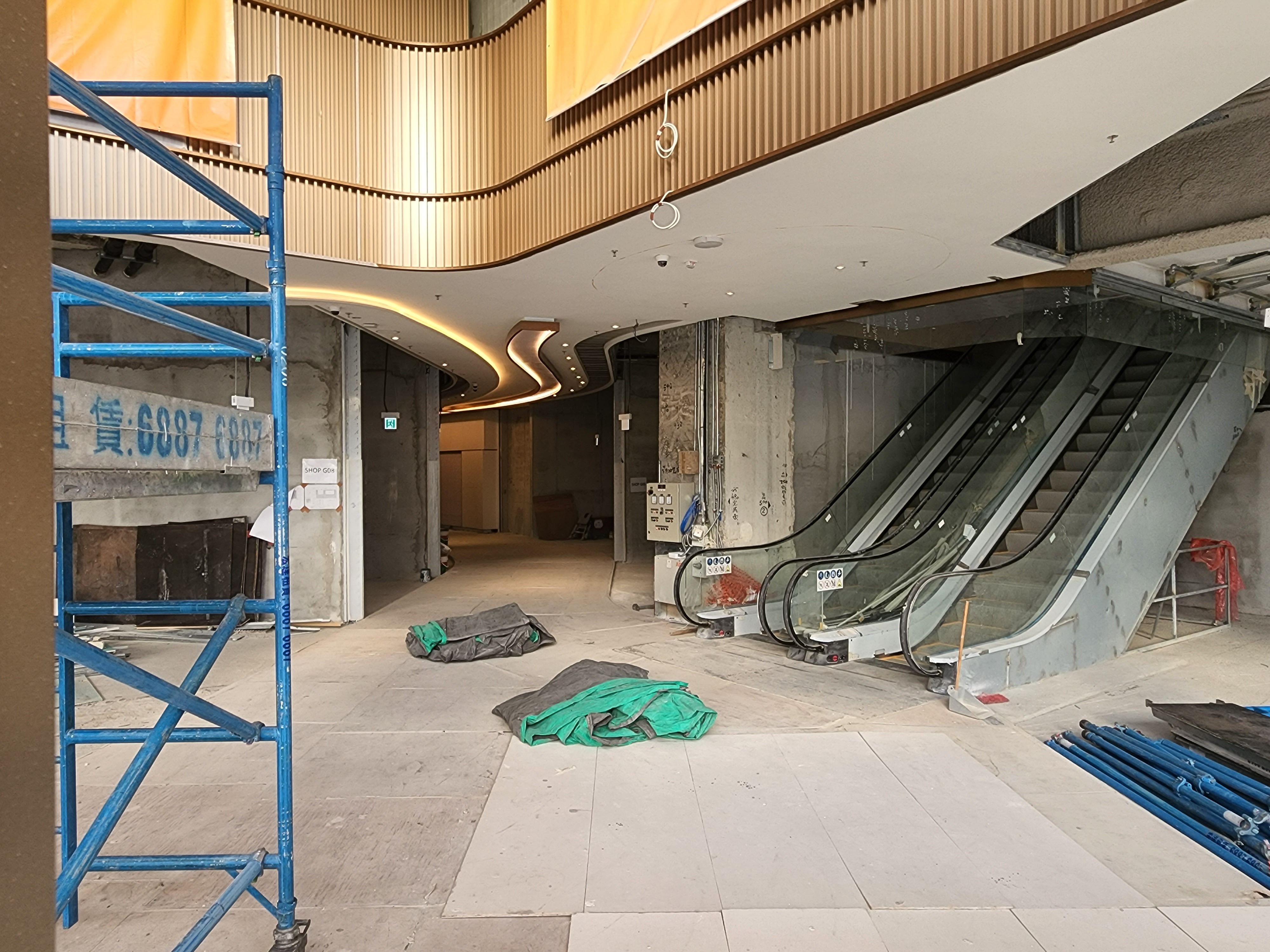
正進行內部裝修的上水廣場2（2022年3月）

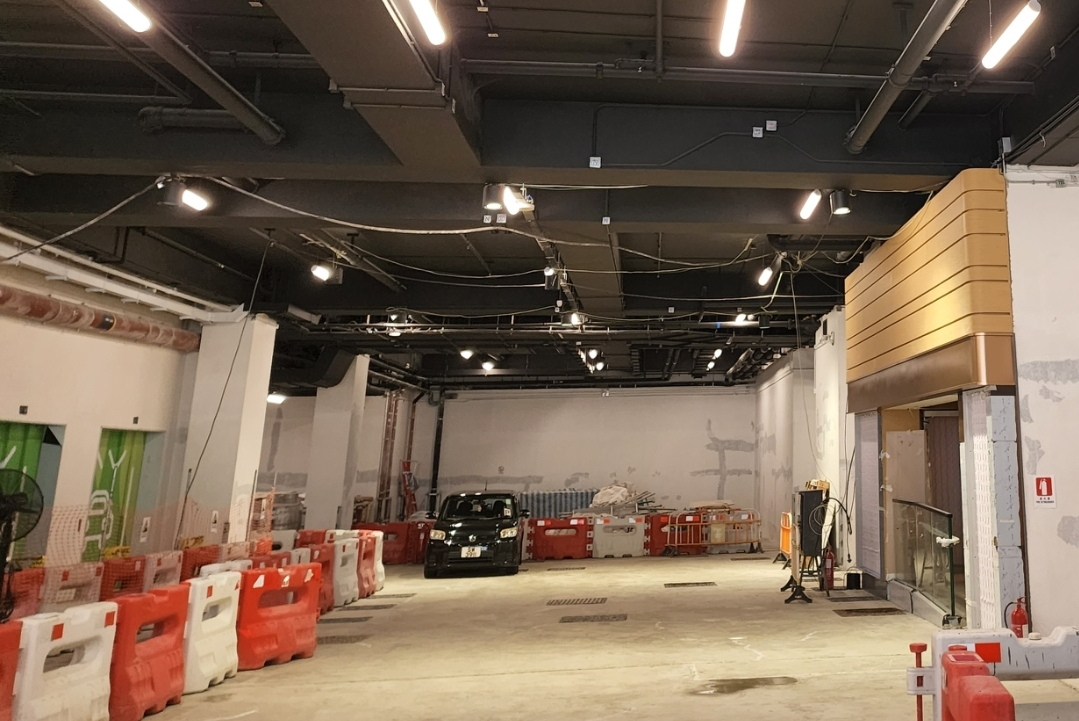
正在進行內部裝修的上水廣場2停車場（左方為前往時租停車場的車輛升降機，右方為商場入口）

上水廣場（英語：Landmark North）為香港北區的大型商場群，分兩期發展。第一期位於港鐵上水站對面，名為「上水廣場」；第二期位於彩發街2號，是前工廈晉科中心的活化項目，名為「上水廣場2」。上水廣場樓高5層，其中2樓至5樓為購物樓層，設150間商舖；6樓至22樓為辦公大樓。發展商為新鴻基地產，於1995年正式開幕。上水廣場頂部外型設計獨特，商場是東鐵綫沿線的主要購物中心，也是區內最大型的購物商場，而地面層則為上水巴士總站所在地。而上水廣場2同樣是樓高5層，為工廈晉科中心的活化項目。晉科中心是一個1995年入伙的5層式工貿大廈，新鴻基地產於2016年申請改變土地用途，於2018年宣佈活化，並於2021年將該廈命名為「上水廣場2」，惟未公布何時開幕。兩期商場面積合共約33萬平方呎，商業樓面約40萬平方呎，總共約73萬平方呎。

## 歷史
上水廣場原址為菜園村，為一個農地，當時政府要發展新市鎮，因此強行收回菜園村，於1990年土地由新鴻基地產投得，發展為現有的上水廣場，於1995年落成啟用。由於當時的上水位於香港偏遠位置，生活水平較低，而且當時政府還未開放自由行來港，因此當時上水廣場店舖以廉價為主，平民化食肆也較多，如哈迪斯快餐店、美心大酒樓、繽紛樂園、冒險樂園、大快活、必勝客、客家好棧、豐澤、日本城、中國旅行社、商務印書館、通利琴行、聖安娜餅店、肯德基、Delifrance、G2000、馬拉松、Walker Shop、b+ab等。由於政府在2005年實行「一簽多行」政策後，很多內地自由行都選擇來港購物，因此大部分店舖都變成金店、化妝品店及珠寶鐘錶店，如太子珠寶鐘錶公司、周大福、周生生、六福珠寶、謝瑞麟、精工錶、天梭錶、Dior、SK-II、Lancome等，一些貴價時裝店，如chocolate、ete!、twist以及一些中價餐廳，如太興、美心香港地、Allday coffee、等。
上水廣場目前也是香港境內距離中國內地最近的大型購物商場，地理位置相當接近深圳，與羅湖口岸及福田口岸僅一個港鐵車站之隔，故已成為實際上的「邊境購物城」。自2003年實施港澳個人遊（自由行）後商場中國內地旅客數量大幅飆升，現今上水廣場如同區內很多其他商場一樣，以招呼自由行旅客為主。
而上水廣場2的前身是一座命為「晉科中心」的工廠大廈，涉及樓面約14萬方呎，新鴻基地產於2016年申請活化及更改用途，於2018年開始籌劃該活化工廈項目，並於同年動工。商場於2021年命名為「上水廣場2」，惟未公布何時開幕。新地正研究於該處開設戲院，另考慮安排穿梭巴士往返上水廣場。為配合「上水廣場2」即將開幕，運輸署於《2022-2023年度北區巴士路線計劃》內建議九龍巴士79K線總站由「上水廣場」遷往彩發街，提供該商場出入的公共交通服務。

## 商場內部
上水廣場一期商場樓面約19萬方呎，二期為14萬方呎，經過翻新後，引進多間珠寶和美容店，主力吸納大陸旅客市場。翻新後，2-5樓為商場，6-9樓為樓上舖，店舖超過150間。零售商稱，75%到90%的顧客是大陸人。
- 眼鏡、珠寶及配飾：周生生、周大福、謝瑞麟、MaBelle、太子珠寶鐘錶公司、六福珠寶、Gucci等。
- 時裝：6isty 8ight、Bauhaus、Crocodile、G2000、Levi's Store、Marathon Sports、wanko 、Mirabell、新青年、Nike 專門店、Coach、Adidas
- 飲食：All Day, ABC Bakery, Don Curry, 一燒肉, Pizza Express。
- 電子、電器用品：豐澤、蘇寧鐳射 、衛訊。
- 健康及美容：Dior、Lancome、Estee Lauder、Jurlique、Clinique、華潤堂、余仁生、官燕棧、LANEIGE、萬寧、莎莎 、The Body Shop、位元堂、SK-II、M·A·C, 松本清。

## 翻新工程
上水廣場於2008年至2009年斥資逾8,000萬元進行美化及翻新工程，工程分兩期進行，包括將商場內部全面翻新，中庭增設大型電視，播放場內推廣活動及優惠資訊、翻新三樓寫字樓大堂及五樓設露天平台花園，讓顧客可於戶外進餐或休憩。
引入時尚名牌，如TWIST（已結業）、CHOCOLATE（已結業）、Brand Off、Dior等。
1. 中庭增加大型電視，播放場內推廣活動及優惠資訊。
2. 五樓設露天平台花園，顧客可於戶外進餐或休憩。
3. 設自助儲物櫃、Wi-Fi上網、手提電話電池充電等服務。
4. 將三樓寫字樓大堂翻新，格局摩登。

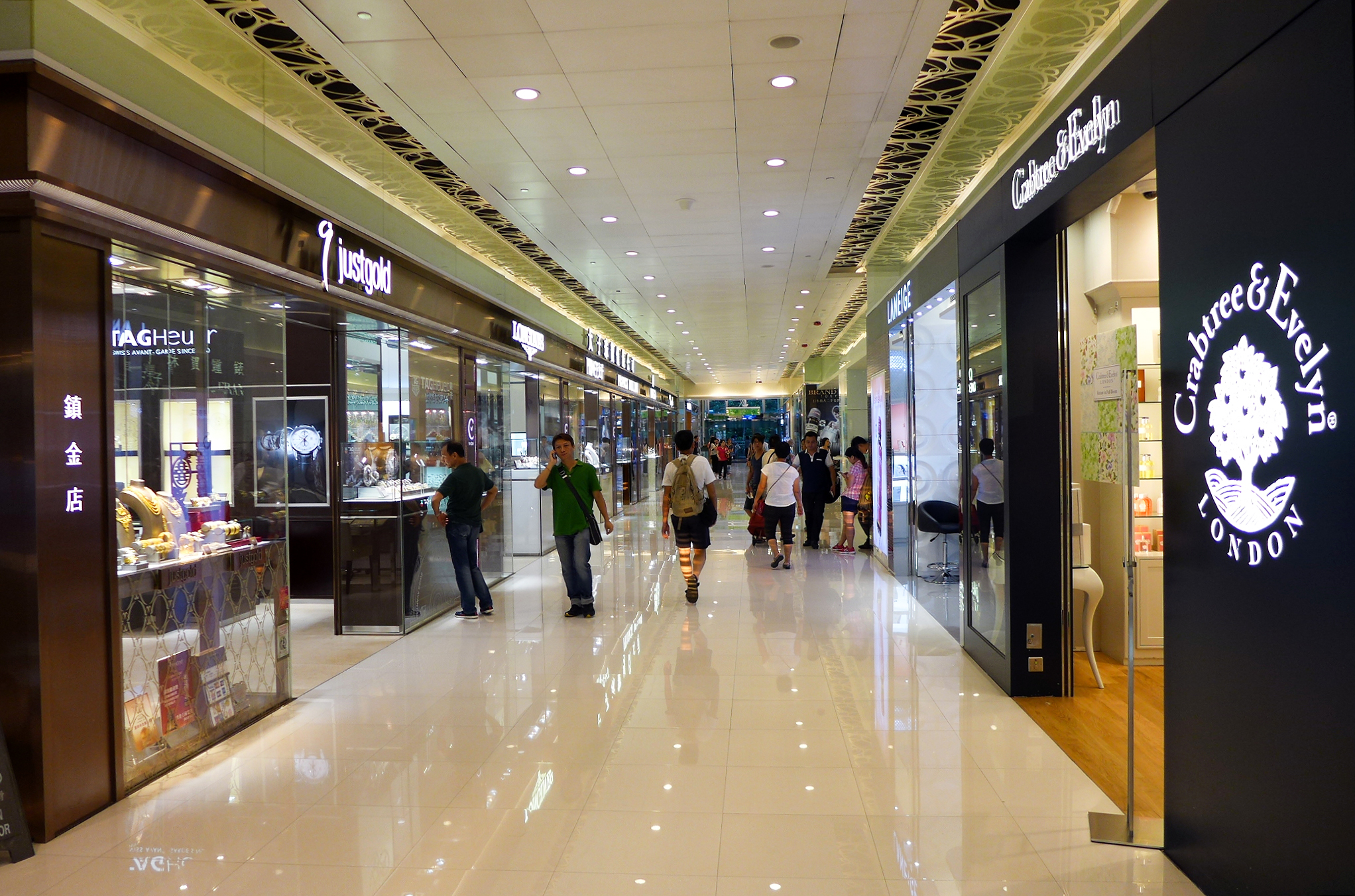
2樓商店以珠寶及鐘錶店為主，以針對內地高端消費客群
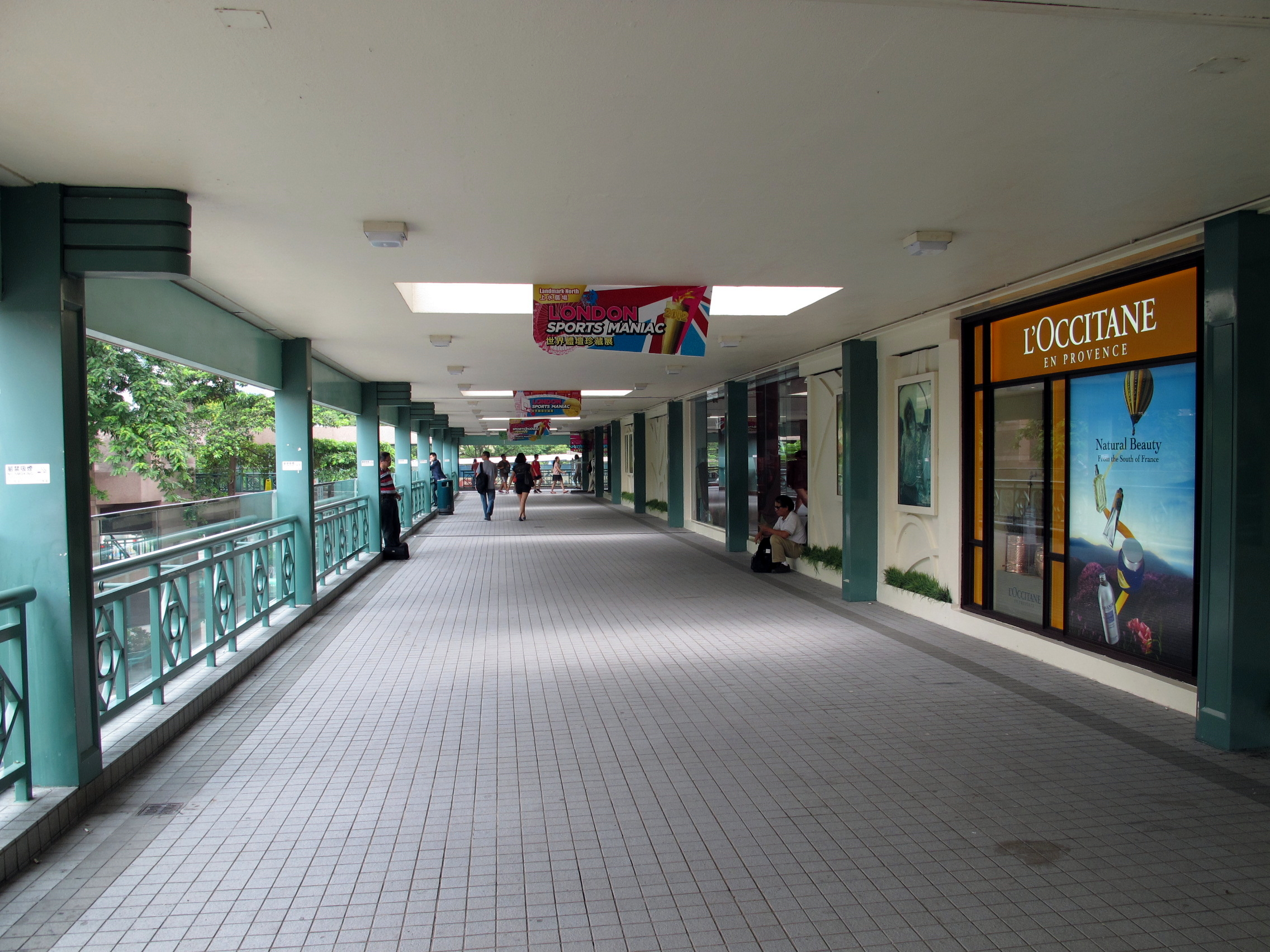
2樓外圍通道
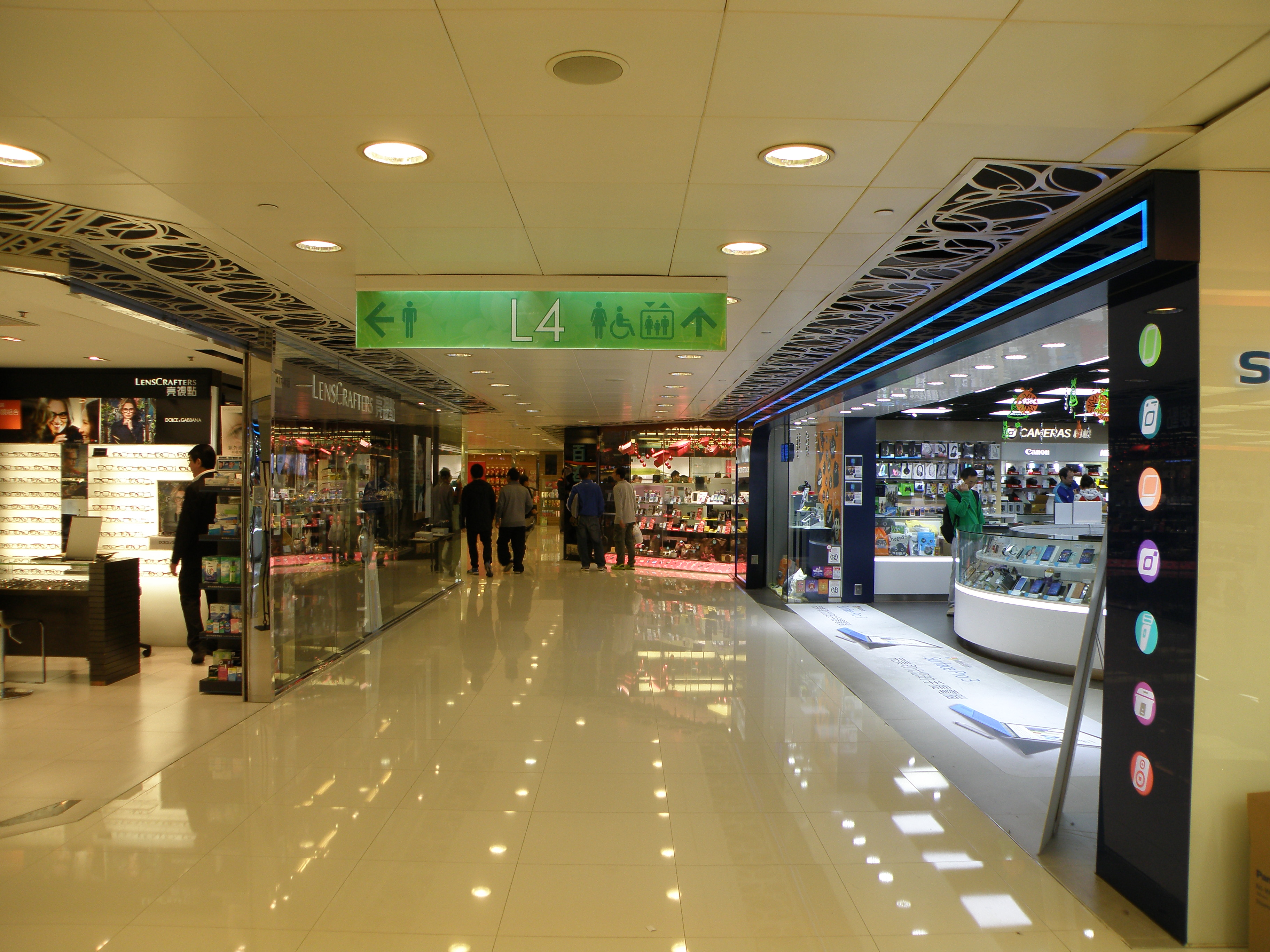
4樓商店
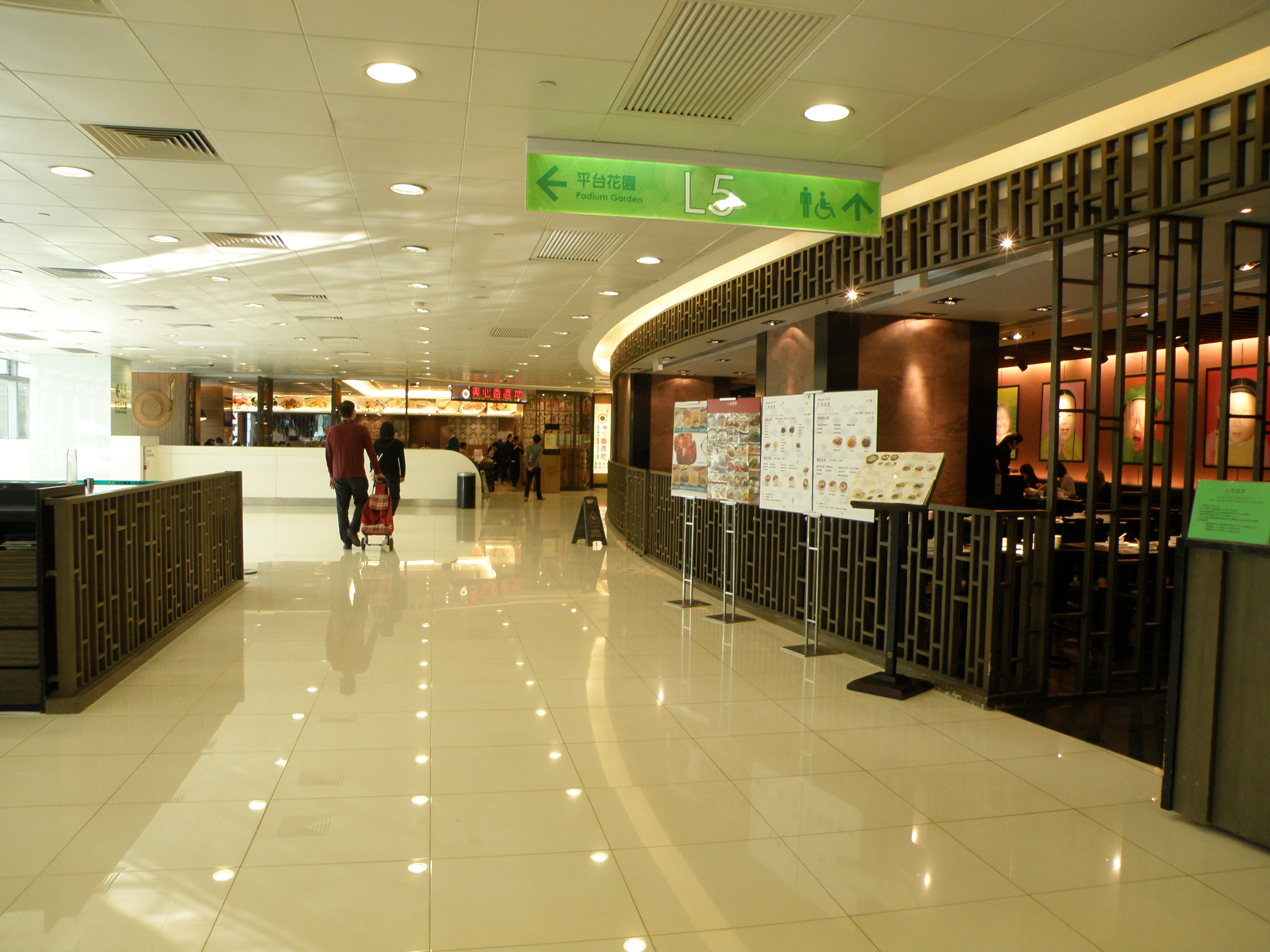
5樓食肆

## 行人天橋
上水廣場設5條行人天橋連接，分別來往新都廣場、港鐵上水站、彩園邨、石湖墟及上水匯。

## 停車場
上水廣場停車場設有375個停車位，全日24小時為顧客和租戶提供服務，購物更可享免費泊車優惠。

## 寫字樓
6樓至22樓為寫字樓，是香港新界北唯一的甲級寫字樓，內設健身室，面積每層約23,800平方呎，總樓層面積約404,600平方呎，是新界北部最大的商業建築。租戶主要來自美容、醫療、銀行和金融、律師事務所、教堂、水療按摩和陳列室。其中，22樓為教育局新界東區教育服務處。

## 事件

### 反修例期間防暴警察拘捕示威者

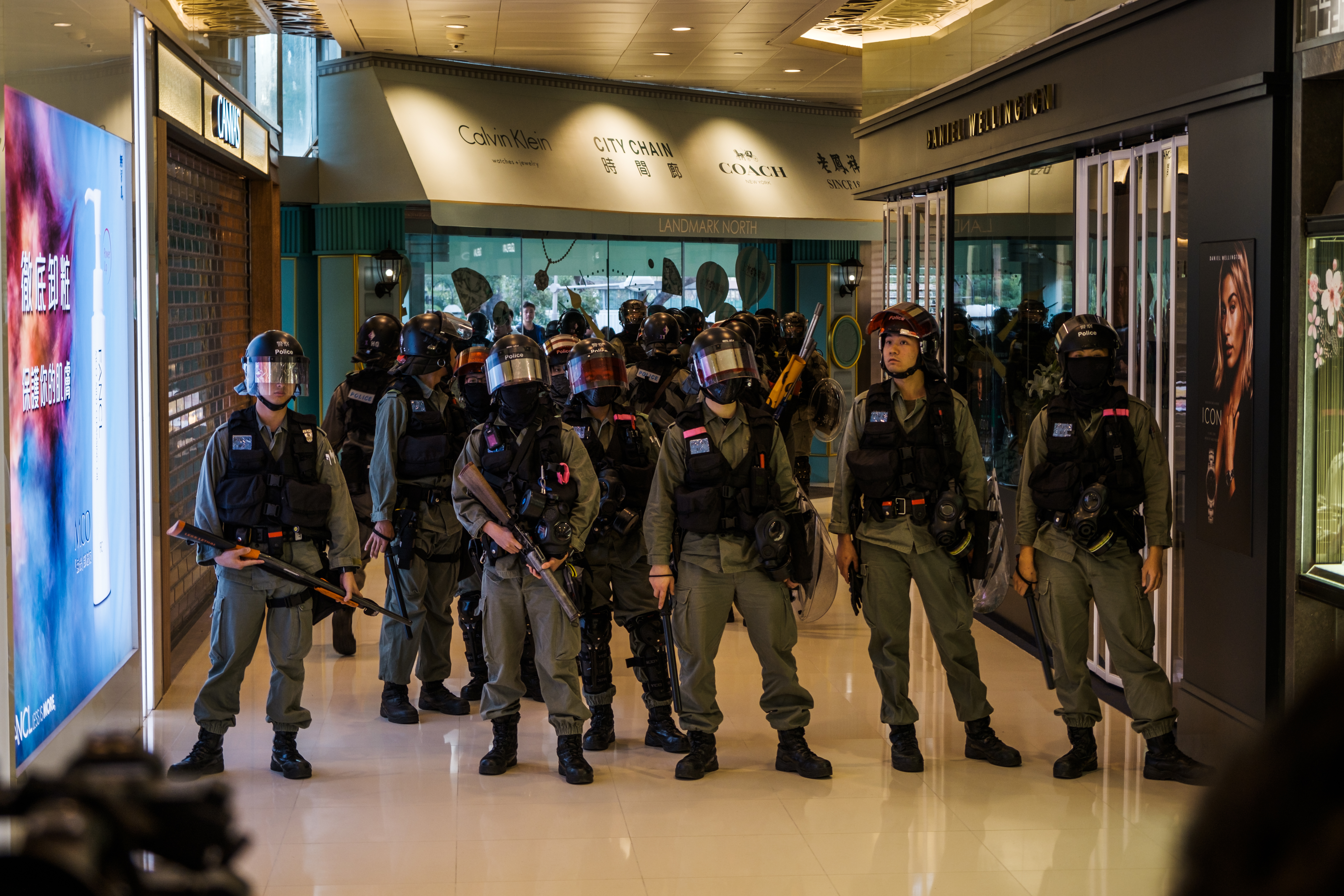
大批警員在商場內

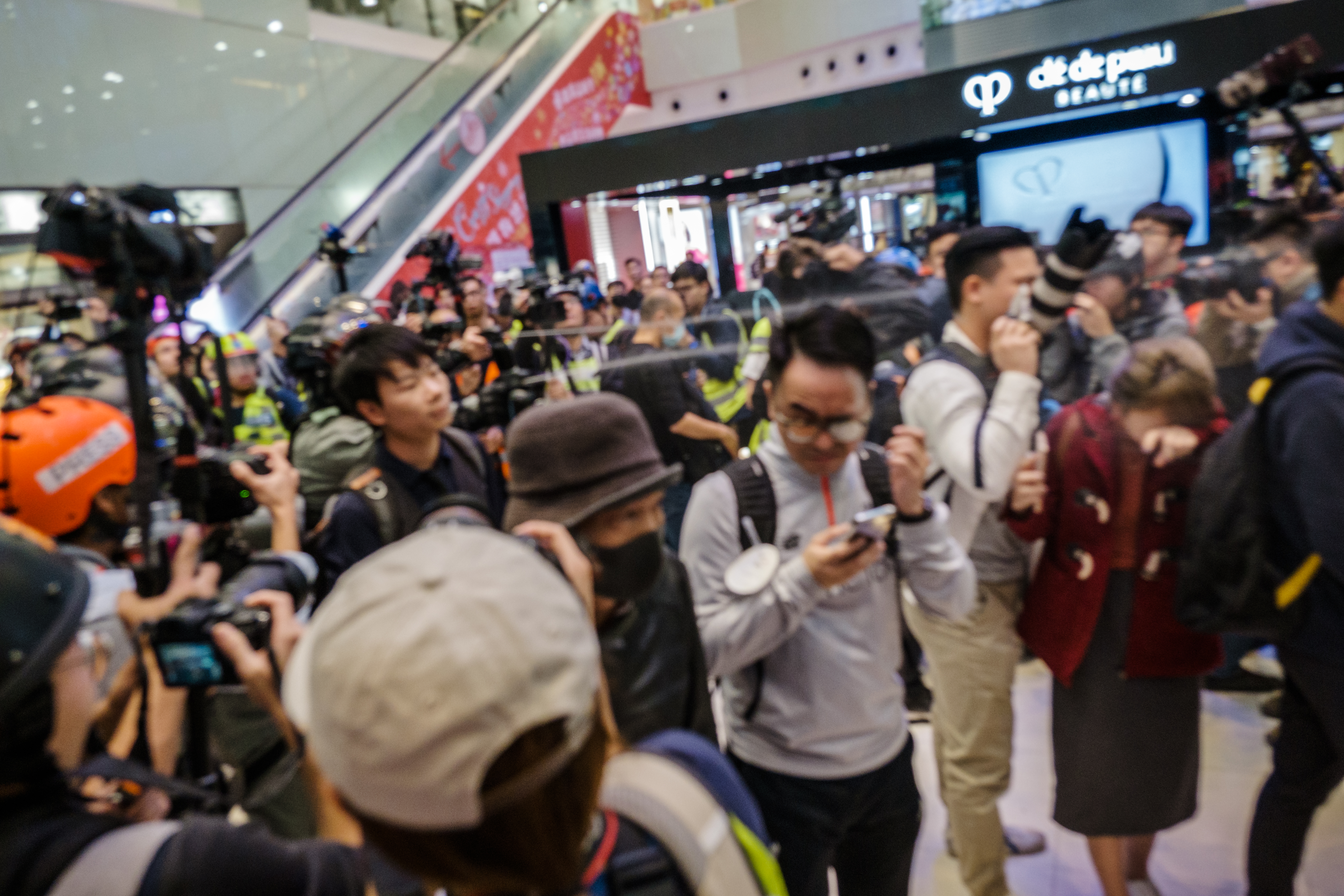
警員在商場內的記者和遊人不斷噴胡椒噴霧，多人被噴中不適

2019年12月28日，有示威者在上水發起「北區和你shop」集會，於下午3時在上水廣場集合，以表達對北區水貨活動「肆虐」的關注。活動有過百名市民參加，大批蒙面便衣警員在商場內監視。半小時後，遊行隊伍走近連鎖店萬寧時，向疑似水貨客及內地旅客大叫「用國貨，返大陸」，店內警鐘其後響起。
下午4時許，當集會人士折返上水廣場4樓的萬寧時，店舖已落閘。集會人士在萬寧對開放置多枚螺絲在地上，大批便衣警員衝上制服約十人，防暴警察同時間進入商場截查市民，亦在商場外制服一名男子。警員在商場內戒備期間曾噴胡椒噴霧，有市民及記者被噴中不適。
商場內衝突過後，有示威者繼續在商場外行人天橋聚集，並搶去購物客手持的購物袋，將裡面的物品丟落地再用腳踢。之後有人以膠袋將地上的物品逐件拾起。執拾期間，示威者稱呼該名人士為「水貨狗」。
傍晚6时，一批防暴警察再度进入上水广场驱散人群，并喷胡椒喷雾。一名男子被指拍摄凶徒，之后被大批凶徒围住，有人抢走其手机，并对他拳打脚踢。男子最終头部受伤。在场一名红衣男子被多名防暴警察制服带走，挣扎期间曾拉住一名防暴警身上的长枪，遭警员用警棍打手后才放手。
警方表示有人在商場內店鋪擾亂秩序，阻礙正常商業活動。最後有20人被捕，年齡介乎13至34歲，涉嫌非法集結。其中4名16至27歲被捕男子被控阻礙人員進行拘捕行動及襲擊警務人員。

## 鄰近購物商場
- 上水中心
- 上水名都
- 新都廣場
- 龍豐商場
- 上水匯
- 彩園廣場

## 交通
毗鄰港鐵上水站，商場地下更設大型公共交通總匯（上水巴士總站），往返港九各區甚至深圳關口均十分方便，是北區及北部都會區最大交通總匯，全港唯一「五口通關」的商場。（鐵路：羅湖站、落馬洲站；跨境巴士：文錦渡、沙頭角、皇崗）

## 圖集

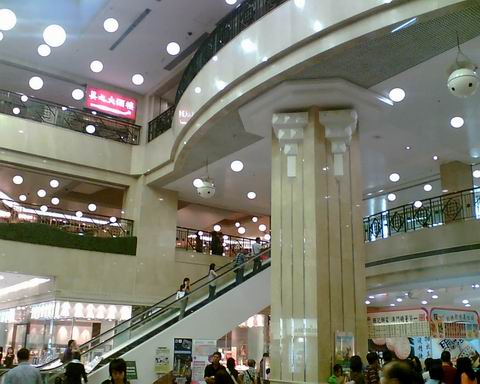
翻新前的主中庭
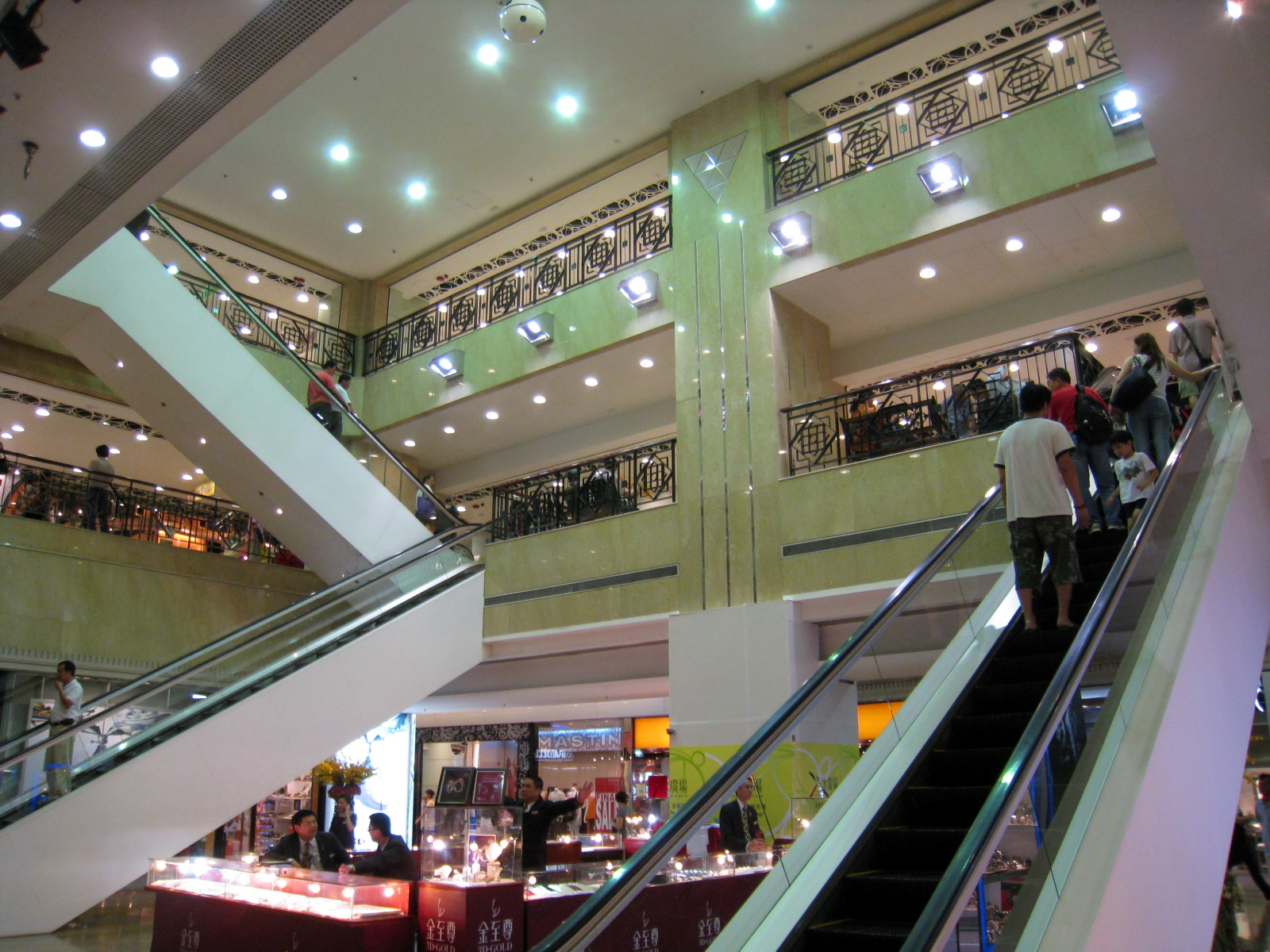
翻新前的中庭
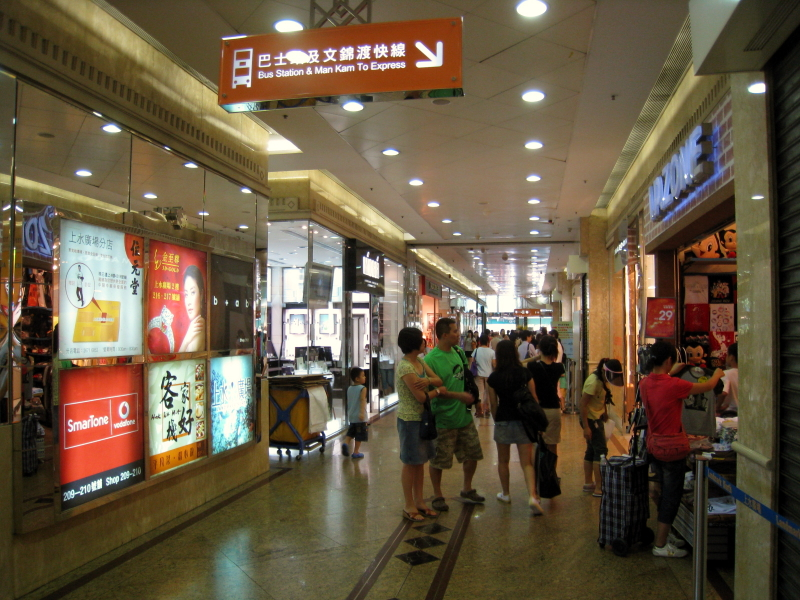
翻新前的1樓

## 外部連結
- 新鴻基地產 - 上水廣場 （页面存档备份，存于）